# Hermannia repetenda
Hermannia repetenda là một loài thực vật có hoa trong họ Cẩm quỳ. Loài này được Verd. mô tả khoa học đầu tiên.